# Nghĩa Tân (xã)
Nghĩa Tân là xã cũ thuộc huyện Nghĩa Hưng, tỉnh Nam Định, Việt Nam.

## Địa giới hành chính
Xã Nghĩa Tân nằm ở phía nam huyện Nghĩa Hưng.
- Phía bắc giáp các xã Nghĩa Phú và Nghĩa Phong, huyện Nghĩa Hưng.
- Phía đông giáp xã Nghĩa Bình, huyện Nghĩa Hưng.
- Phía nam giáp xã Phúc Thắng huyện Nghĩa Hưng.
- Phía tây giáp xã Nghĩa Thành và thị trấn Quỹ Nhất, huyện Nghĩa Hưng.

## Hành chính
Năm 1974, xóm Vân Cù của xã Nghĩa Bình được sáp nhập vào xã Nghĩa Tân. Hiện nay xã Nghĩa Tân có 8 đơn vị cấp xóm Đội)

## Giao thông
- Xã Nghĩa Tân có tỉnh lộ 490C chạy qua.
- Xã Nghĩa Tân có quốc lộ 21B chạy qua.
- Xã Nghĩa Tân có đường bộ ven biển chạy qua.